# Kazy
Kazy de Garam-Veszele, auch Kazi, ist ein altes ungarisches Adelsgeschlecht, das aus dem Komitat Bars stammt und 1913 den Titel Baron erhielt. Zu ihren Besitzungen gehörten die Garamveszelepuszta, sowie Garamszentgyörgy.

## Geschichte
Das Katholische Adelsgeschlechte der Kazi auch Kazy geschrieben, eigentlich Kazimierowski, stammte ursprünglich aus Polesien. Jedoch gilt die Stadt Kobryn als Ursprungsort der weitverzweigten Familie.
György Kazy wurde als erstes Mitglied dieser Familie im Jahr 1460 urkundlich erwähnt. Mit János von Kazy der mit Jusztinia Füredi vermählt war, Schlosshauptmann der Burg Léva und Hauptmann der Koháryschen Husaren, beginnt die Stammfolge dieses Geschlechtes. Er kämpfte in den Türkenkriegen, verlor dort aber am 16. August 1664 sein Leben. Sein Sohn János vermählte sich 1700 mit Jusztina Törey von Töre. Er wurde Vize-Gespan (Alispán) des Komitats Bars. Kaiser Leopold I. erneuerte 1681 den Adels- und Wappenbrief und schenkte ihm Besitzungen in Tekovské Lužianky, Veselé, Šarovce und Bardoňovo. Später bekam er auch die Herrschaft Kukučínov. János Sohn László wurde ebenfalls Alispán des Komitats Bars und vermählte sich mit Barbara Vas von Vasdinje.
Im 19. Jahrhundert stieg das Geschlecht politisch sehr schnell auf. Angehörige der Familie waren z. B. Reichsratsabgeordnete, k.u.k. Kämmerer, Husarenoberleutnant der Reserve und Ministerial-Konzipist. Am 18. Februar 1913 erhielt die Familie den Titel Baron.
Mitglieder der Familie vermählten sich mit Angehörigen anderer Adelsfamilien wie den Koháry, Jeszenszky, Vecsey, Skultéty, Cseh, Somogyi und Sárkány. Aber auch mit Katholischen Donauschwaben.

## Bekannte Mitglieder

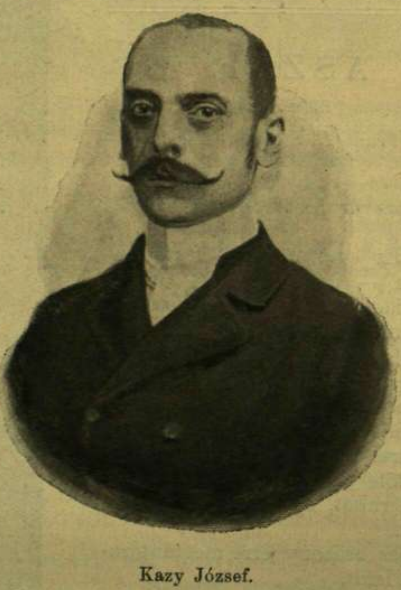
Baron József Kazy de Garam-Veszele

- Barbara Kazy (1592), Ehefrau von Peter von Koháry
- János Kazy, Alispán des Komitats Bars
- László Kazy, Alispán des Komitats Bars
- József Kazy, Abgeordneter des Komitats Bars
- Olga Kazi
- Tamás Kazi

## Wappen
Erneuertes Wappen von 1681
In Rot auf grünem Boden gegeneinander gekehrt, ein in der rechten Schildoberecke von einer linksgekehrten silbernen Mondessichel begleiteter Leopard und ein in der linken Oberecke von einem sechsstrahligen goldenen Stern begleiteter Löwe, beide mit der erhobenen rechten Vorderpranke je einen Krummsäbel mit goldener Parierstange haltend. Der Löwe mit der rechten Hinterpranke auf den Scheitel eines vom Halse getrennten, schnurrbärtigen von einem weißen Turban begleiteten Türkenschädels tretend. Helmkleinod: Zwischen je zwei schräg (bzw. schräglinks) nebeneinander gerichteten goldenen Schäften, an welchen rechts, je zwei zweizipflige mit einer silbernen Mondessichel belegte rote, links je zwei ebensolche, mit einem sechsstrahligen goldenen Stern belegte, blaue Banner angebracht erscheinen; ein geharnischter Mann mit Eisenhelm und rotem Unterkleide wachsend, in der erhobenen Rechten einen Krummsäbel mit Parierstange, in der gesenkten Linken einen vom Rumpfe getrennten, schnurrbärtigen Türkenschädel beim Schopfe haltend. Helmdecken: blau-Gold und rot-Silber.